# Liste der Naturdenkmale in Güstrow
Die Liste der Naturdenkmale in Güstrow nennt die Naturdenkmale in der Stadt Güstrow im Landkreis Rostock in Mecklenburg-Vorpommern.

## Flächennaturdenkmale
| Bild | Nr.        | Bezeichnung                                    | Standort                           | Beschreibung | Schutzzweck | Verordnung |
| ---- | ---------- | ---------------------------------------------- | ---------------------------------- | ------------ | ----------- | ---------- |
| BW   | fnd gue 33 | Ehemalige Mergelgrube am Stadtrand von Güstrow | (53° 46′ 28,2″ N, 12° 11′ 30,6″ O) |              |             | 1987       |